# Ebeltoft
Ebeltoft är en tätort och stad på Jyllands östkust i Danmark. Den utgör centralort i Syddjurs kommun i Region Midtjylland. Ebeltoft fick sina stadsprivilegier 1301 och är en gammal hamn- och handelsstad. 
Staden är belägen på sydspetsen av halvön Djursland, cirka 30 kilometer öster om Århus och ungefär lika långt söder om Grenå, som har färjeförbindelse med svenska Halmstad. 
Ebeltoft är en stad som bevarat mycket av sin ålderdomliga prägel. Det pittoreska rådhuset från 1570 är en sevärdhet liksom fregatten Jylland, som sägs vara världens största fartyg byggt i trä.
Färjeförbindelse finns med Sjællands Odde, en snabbfärja som gör turen på mindre än en timma.

## Ebeltofts kommun
Fram till kommunreformen 2007 utgjorde staden Ebeltoft centralort i dåvarande Ebeltofts kommun i Århus amt, som hade en yta av 275,57 km². År 2004 var kommunens invånarantal 14 910, därav 5 707 i själva staden.

## Näringsliv och kultur
Fregatten Jylland är permanent utställd i Ebeltoft. Maltfabrikken är en tidigare maltfabrik som sedan 2020 är kulturhus.

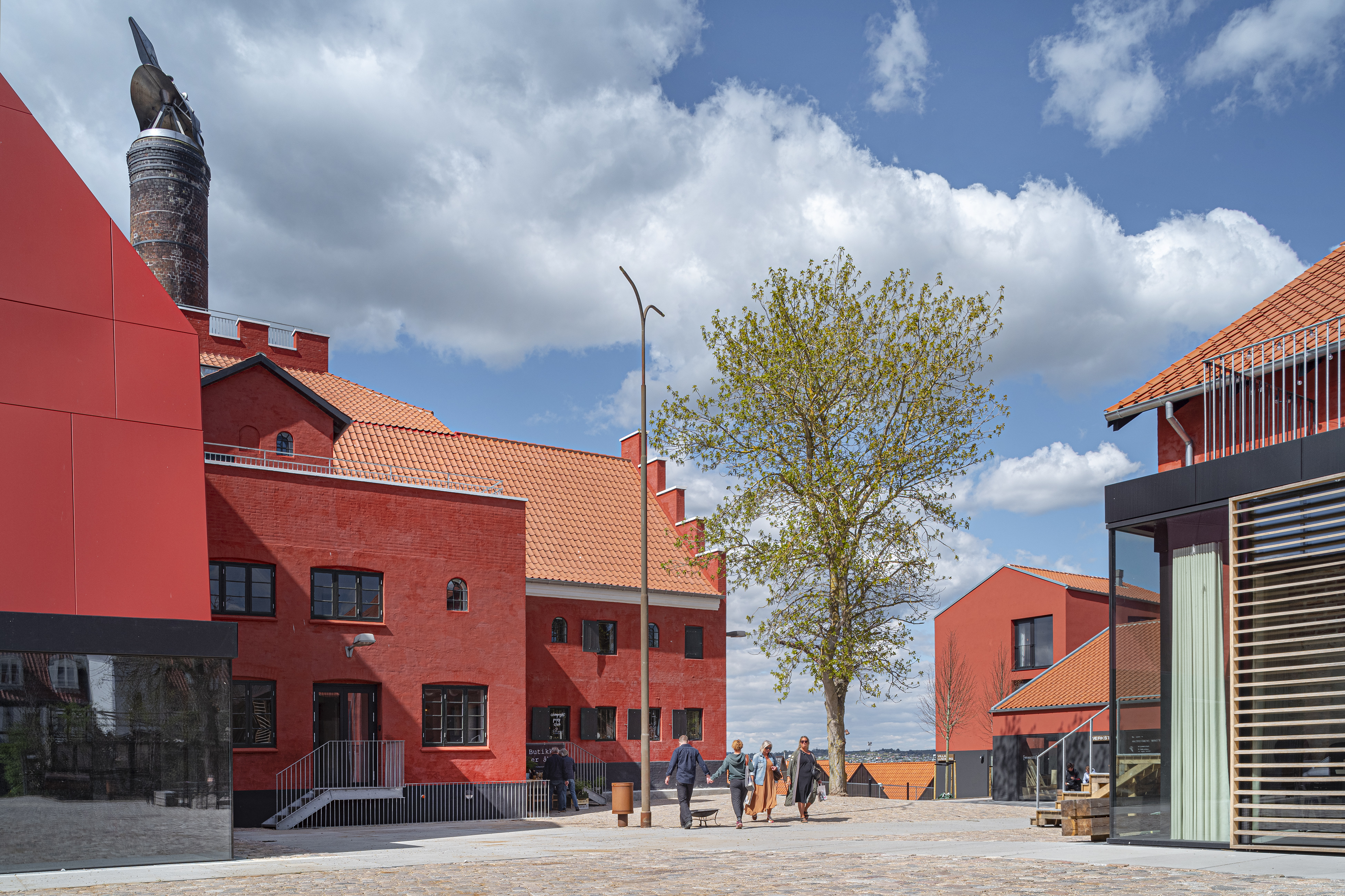
Maltfabrikken.